# キム・ウビン
キム・ウビン （朝: 김우빈、1989年7月16日 - ）は、韓国ソウル特別市出身のモデル、俳優。全州大学校在学中。本貫は光山金氏。本名はキム・ヒョンジュン（김현중）。カトリック教徒で洗礼名はベネディクト。

## 人物・来歴
2008年からファッションモデルの仕事を開始。当初は演技の仕事をするつもりはなく、いずれはモデルからモデル学科の教授になることを目標にしていた。しかし、モデルの仕事のために演技の授業を受けて俳優業に興味を持つようになり
、2011年、KBSのスペシャルドラマ『ホワイトクリスマス』で俳優デビュー。
2012年、「sidusHQ」と専属契約を結び、2013年、SBSドラマ『相続者たち』に出演すると、「2013年にもっとも注目を浴びた俳優の1人」と称されるほどの人気を獲得した。
2017年5月24日、鼻咽頭がんと診断され、投薬と放射線による治療を行っていることを所属事務所が公表した。そのため、3年間活動を休止したが、2019年12月に「sidusHQ」との契約終了後、
2020年2月に「AMエンターテインメント」と専属契約を締結し、同年4月に仕事復帰。2022年夏公開の映画『宇宙+人』が俳優復帰作となった。

### 交友関係
モデル出身のイ・ジョンソク、ホン・ジョンヒョン、イ・スヒョク、キム・ヨングァン、ソンジュンと仲が良い。
2015年からは女優のシン・ミナと公開恋愛中である。

## 出演

### テレビドラマ
- ホワイトクリスマス (テレビドラマ)（朝鮮語版）（2011年、KBS） - カン・ミル 役
- キューピッドファクトリー（2011年、KBS） - ロイ 役
- ヴァンパイア☆アイドル（朝鮮語版）（2011年 - 2012年、MBN） - カブリ・ラリス 役
- 紳士の品格（2012年、SBS） - キム・ドンヒョプ 役
- 花ざかりの君たちへ For You Full Blossom（2012年、SBS） - ジョン・キム 役 ※第9・10・11話のみ友情出演
- ゆれながら咲く花〜学校2013〜（2012年 - 2013年、KBS2） - パク・フンス 役
- 相続者たち（2013年、SBS） - チェ・ヨンド 役
- 恋愛細胞（朝鮮語版）（2014年、ウェブドラマ） - 恋の神様 役 ※第1・5・10・15話のみ友情出演
- むやみに切なく（2016年、KBS2） - シン・ジュニョン 役
- 私たちのブルース（2022年、tvN） - パク・チョンジュン 役
- 配達人 ～終末の救世主～（2023年、Netflix） - 伝説の配達人5-8 役

### 映画
- チャ刑事（朝鮮語版）（2012年） - ウビン 役 ※特別出演
- チング 永遠の絆（朝鮮語版）（2013年） - チェ・ソンフン 役
- 技術者たち（2015年） - ジヒョク 役[10]
- 二十歳 (映画)（朝鮮語版）（2015年） - チホ 役[10]
- MASTER/マスター（2016年） - パク・チャングン 役
- 宇宙+人（朝鮮語版）（2022年）[11]
- 武道刑務官（2024年） - イ・ジョンド 役

### ミュージックビデオ
- Dara「Kiss」（2009年）
- 2EYES「Don't Mess With Me（Drama ver.）」（2013年）

### ファッションショー
- 2013年 Seoul Fashion Week S/S, 2013
- 2012年 Seoul Fashion Week F/W, 2012
- 2012年 Seoul Fashion Week S/S, 2012
- 2011年 Pret a Porter F/W, 2011
- 2011年 Seoul colletion F/W, 2011
- 2011年 Pret a Porter S/S, 2011
- 2011年 Seoul colletion S/S, 2011
- 2010年 Seoul colletion F/W, 2010
- 2010年 Seoul colletion S/S, 2010
- 2009年 Seoul colletion F/W, 2009
- 2009年 Pret a Porter S/S, 2009
- 2009年 Seoul colletion S/S, 2009
- Loewe, Liesangbong Show, Porsche
- Louis Quatorze Show, GUESS UNDERWEAR, Launching Show etc

### 広告
- JO MALONE LONDON（2021年）[12]

## 音楽作品

### OST
- 2016年「むやみに切なく」OST「 Picture In My Head(내 머릿속 사진) 」、「Do You Know (혹시 아니) 」